# ویگان

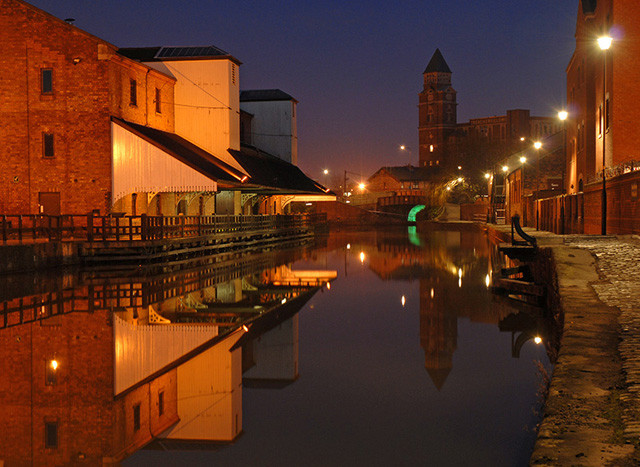
اسلکه قدیمی ویگان بر روی آبراهه لیدز و لیورپول

ویگان (به انگلیسی: Wigan) شهری در محدوده منچستر بزرگ در انگلستان است.
این شهر مرکز بر کرانه رود داگلاس، ۲۶٫۶ کیلومتری شمال غربی منچستر و ۲۸ کیلومتری شمال شرقی لیورپول جای دارد. ویگان بزرگترین منطقه مسکونی و مرکز ناحیه ویگان است. بر پایه آمار سال ۲۰۰۱، جمعیت آن برابر با ۸۱٬۲۰۳ نفر و با احتساب حومه برابر با ۳۰۵٬۶۰۰ نفر است.